# Зофія Франьо
Зофія Франьо (пол. Zofia Franio, псевдонім «Доктор»; 16 січня 1899, Псков, Російська імперія — 25 листопада 1978, Варшава, ПНР) — польська лікарка, майор Війська Польського, діячка антинацистського та антикомуністичного підпілля, політична бранка. Праведник народів світу.

## Біографія
Народилась у Пскові в змішаній польсько-російській родині. Батько Михайло Франьо, мати Анеля Іванова. Після закінчення в травні 1916 року із золотою медаллю жіночої гімназії в Пскові, навчалась у жіночому медичному інституті в Петрограді та Донському університеті в Ростові. З жовтня 1918 року продовжила навчання на медичному факультеті Варшавського університету.
Під час польсько-радянської війни добровольцем вступила до лав Війська Польського. Мінер. Війну закінчила в званні поручика.
Після війни, паралельно з продовженням навчання, почала працювати у Варшаві практикуючим терапевтом. Працювала в поліклініці для бідних, інфекційній лікарні на вулиці Вольскій і спортивній медичній поліклініці. У липні 1927 року одержала диплом лікаря. Була шкільним лікарем і членом наукової ради фізичного виховання.
1924 року закінчила курс жіночої військової підготовки. Потім була там інструктором в навчальних таборах і курсах. Навчала рятувальні команди діям під час війни. У 1936 році призначена інструктором жіночої військової підготовки.
Після початку Другої світової війни була головою призовної комісії добровольчого допоміжного батальйону в Львові. Після закінчення боїв повернулася до Варшави. Під час німецької окупації в конспірації. З листопада 1939 року член Служби перемоги Польщі — Союзу збройної боротьби (ЗВЗ) — Армії Крайової (АК). В її квартирі за адресою вулиця Фалата 6 перебувала восени 1939 року одна з перших конспіративних квартир генерала Міхала Токажевського-Карашевича, головнокомандувача ЗВЗ. Працювала лікарем в госпіталі св. Духа і IV відділі здоров'я місцевого управління міста Варшави.
На початку 1940 року разом з майором Францішком Непокульчицьким почала організовувати перші жіночі групи ЗВЗ. До кінця 1940 року керувала мережею жіночих саботажно-диверсійних груп, які підпорядковувались безпосередньо голові саперного відділу головного штабу ЗВЗ Непокульчицькому. Її мережа була однією із учасниць акцій відповіді на німецький терор. Зофія також брала участь в роботі бюро технічних досліджень головного штабу ЗВЗ.
Протягом усієї війни брала участь у порятунку декількох євреїв. У тому числі ховала у себе вдома Анну Ашкеназі-Вірську з Вільно, якій пізніше допомогла врятувати її племінника Едварда Чуднівського. Потім надавала допомогу Ганні Вайншток з Львова. Всі вони пережили війну завдяки Зофії. Також брала участь в організації медичної допомоги єврейським дітям, захованим на «арійській» стороні міста, співпрацюючи з доктором Елеонорою Рейхер.
В ніч з 7 на 8 жовтня 1942 року разом зі своїм підрозділом брала участь в акції «Вінець» зі знищення залізничної мережі в районі Варшави, яка використовувалася німцями. З листопада 1942 року керовані нею диверсійні групи (близько 40 дівчат) були підпорядковані безпосередньо Кедіву. Ці групи взяли участь в ряді акцій диверсії і саботажу у варшавському окрузі АК.
Під час варшавського повстання командувала жіночими саперними групами. Одночасно надавала медичну допомогу в польових госпіталях на Волі, а потім на Середмісті. 20 серпня 1944 року її підрозділ відзначився при взятті будівлі PAST на вулиці Зельній 39, виконавши під вогнем противника два проломи в стіні будівлі. 23 вересня 1944 їй було присвоєно звання майора. Наказом головнокомандуючого АК № 512 від 2 жовтня 1944 року, Зофія Франьо нагороджена срібним хрестом ордена Virtuti Militari. Їй вручено хрест № 13095. Після поразки повстання вийшла з міста разом з цивільним населенням.
Після війни повернулася до медичної практики в Варшаві, одночасно беручи участь в антикомуністичному підпіллі. З січня 1946 року голова відділу зв'язку та забезпечення головного штабу організації «Свобода і Незалежність». Заарештована Управлінням безпеки 14 листопада 1946 року. Рішенням районного військового суду Варшави від 31 липня 1947 року засуджена до 12 років ув'язнення. Звільнена 15 травня 1956 року.
Працювала в медичному училищі № 4 до свого виходу на пенсію в 1976 році. Паралельно працювала в Польському Червоного хресті.
26 грудня 1971 року, на основі запиту Анни Ашкеназі-Вірської, Едварда Чуднівського і Фанні Ашкеназі, Зофія Франьо була визнана інститутом Яд ва-Шем Праведником народів світу. Вручення нагороди відбулося 18 квітня 1978 року.